# Människans påverkan på fågelfaunan

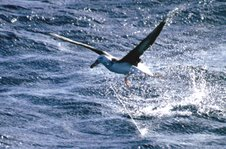
Denna svartbrynade albatross har fastnat i en långrev. Denna typ av fiske hotar 19 av de 21 arterna av albatross, varav tre akut.

Fastän mänsklig aktivitet har tillåtit några fågelarter att expandera, såsom ladusvala och stare, har människan orsakat populationsminskning eller utrotning bland många arter. Över hundra fågelarter har dött ut i historisk tid. De mest dramatiska förändringarna i fågelfaunan, orsakade av människor, skedde dock långt tidigare, under koloniseringen av öar i Melanesien, Polynesien och Mikronesien då uppskattningsvis 750–1 800 arter dog ut. 
Många fågelpopulationer minskar över hela världen, och 1 221 arter listades som hotade av Birdlife International och IUCN år 2007.

## Hot
Det hot som ofta anses som det mest allvarliga är fåglarnas 
habitatförluster på grund av människan vilket också leder till att fåglarnas födotillgång minskar. Andra hot är jakt, att de blir bifångst vid fiske, miljöförstöring (däribland oljeläckage och användning av bekämpningsmedel), konkurrens och predation från introducerade arter, 
och klimatförändring. 
Fågeldöd verkar även orsakas av tiaminbrist. Vad tiaminbristen beror på är dock ännu inte klarlagt. 

### Fågeldöd och tiaminbrist
Massdöd hos fåglar uppmärksammades 1982 och pågår fortfarande 2015. "Allmänhet och forskare kunde bara se på när tusentals fåglar stegvis förlamades, förlorade flygförmågan och kraften i benen tills de bara kunde hasa sig fram med näbbarna – för att till sist svälta ihjäl."
2009 noterade forskare ett samband mellan massdöd hos fåglar och brist på tiamin. Andra arter som sedan 1970-talet har drabbats av tiaminbrist är lax och havsöring från Östersjön. Vad som orsakar tiaminbristen är ännu inte känt 2015. Klassiska organiska miljögifter är emellertid uteslutna.

## Insatser för att skydda fåglar
Stater och naturskyddsgrupper arbetar för att skydda fåglar, antingen genom att anta lagar som bevarar och restaurera fågelhabitat eller genom att upprätta populationer i fångenskap för återinföranden. Sådana projekt har lett till vissa framgångar. En studie uppskattade att bevarande åtgärder hade räddat 16 fågelarter som annars skulle ha dött ut mellan 1994 och 2004, däribland kalifornienkondor.